# 芭本海默
芭本海默是於2023年興起的網路迷因，起源於兩部截然不同風格的電影《Barbie芭比》和《奧本海默》。這兩部電影於2023年7月21日在美國和加拿大同步上映前，開始在網路上廣泛傳播。該詞是這兩部電影標題的混成詞。
其中《Barbie芭比》是由葛莉塔·葛薇執導，講述時尚玩偶芭比娃娃的奇幻喜劇，而《奧本海默》則由克里斯托弗·诺兰編導，是一部描述物理學家羅伯特·歐本海默在第二次世界大戰期間領導曼哈頓計劃，開發第一批核武器的傳記驚悚片 。由於兩部電影風格迥異而引發了網路用戶的喜劇反應。Polygon將這兩部電影描述為「極端對立」，而《綜藝》則稱這個現象為「今年最重要的電影盛事」。
兩部電影之間的同檔競爭使「芭本海默」現象成為網路迷因。兩部電影同時還面臨來自演員湯姆·克魯斯的友好競爭；湯姆·克魯斯購買了兩部電影的票，並且他自己的電影《不可能的任務：致命清算 第一章》在兩部電影上映時仍持續在影院上映。在上映日期即將到來時，許多人建議將這兩部電影視為二部聯映觀賞，並且兩部電影的演員們也鼓勵觀眾在同一天觀賞兩部電影。對於觀影順序進行了討論，絕大多數建議先看《奧本海默》，然後再看《Barbie芭比》。這兩部電影都受到評論家的大致正面評價。兩部電影當前均獲得好評並超出票房預期。雖然「芭本海默」起初只是對兩部電影差異所產生的玩笑，但一些媒體評論員指出了它們一些相似之處。在第96届奥斯卡金像奖上，两部电影共收获21项提名，其中《奥本海默》以13项提名领跑提名名单，《Barbie芭比》芭比获得7项，同时两部电影一同入围奥斯卡最佳影片奖。最终《奥本海默》拿下最佳影片在内的7项大奖，《Barbie芭比》只获得1项最佳原创歌曲奖。

## 歷史

### 背景
2020年底，受2019冠状病毒病疫情对电影业的影响，華納兄弟影業的母公司華納媒體宣布將原定於2021年上映的17部電影全部獨家在其串流媒體平台HBO Max上發行。然而，這項決定在2020年12月引來導演克里斯托弗·諾蘭的嚴厲批評。自2002年的《白夜追兇》以來，諾蘭的電影一直由華納兄弟發行。在接受《好莱坞记者》的採訪時，他表示：「我們業界的一些重要電影製片人和最重要的電影明星，在前一天晚上還以為他們是在為最偉大的電影工作室工作，但醒來時卻發現他們是在為最糟糕的串流服務工作。」他還表示華納兄弟「甚至不理解他們失去了什麼，這個決定『在經濟上毫無任何意義』。」
在與多家電影公司會面後，諾蘭於2021年9月宣布他的下一部電影《奧本海默》將由環球影業代理發行，而不是華納兄弟。次月，環球影業宣布《奧本海默》將於2023年7月21日上映。
根據2020年12月的宣布，華納兄弟原本計劃將《土狼大戰阿克米》定於2023年7月21日上映。然而，在2022年4月，華納兄弟已成為华纳兄弟探索的子公司，宣布電影《Barbie芭比》將在同一日期上映，進一步與《奧本海默》競爭。諾蘭對華納兄弟的分歧被視為主要原因，儘管後來華納兄弟的新領導人邁克爾·德盧卡和帕梅拉·阿布迪表示他們希望與諾蘭和解。票房專家則質疑，若果真希望重建與諾蘭的關係，為何不推遲《Barbie芭比》的上映日期。
內部人士猜測，華納兄弟決定在諾蘭偏愛的7月中旬上映《Barbie芭比》這部長期開發的電影，可能是對諾蘭離開華納兄弟的報復。自從《黑暗騎士》開始，除了《星際效應》（由派拉蒙影業在美國和加拿大發行，由華納兄弟在國際市場發行）和《TENET天能》（原定於2020年7月17日上映，但因COVID-19疫情推遲）之外，諾蘭的電影一直在7月中旬上映。
據報導，諾蘭對華納兄弟將《Barbie芭比》排定在《奧本海默》的上映日期上感到不滿。儘管如此，當被《內部人士》問及他與華納兄弟的破局是《Barbie芭比》上映日期的原因時，諾蘭笑著表示他「不會回答這個問題」，並補充說現在影院有「一個擁擠的市場，有許多不同的電影......而我們這些關心電影的人對此感到興奮。」在被IGN問及兩部電影是否共享同一上映日期時，諾蘭繼「擁擠的市場」形容後表示「這是好事」。

### 芭比與奧本海默
芭本海默現象被視為一種同檔競爭的行銷策略，意即在同一天上映風格截然不同的電影，以吸引被忽視的觀眾群體。環球影業早在2002年就成功地使用這種策略，當時他們在科幻續集《星際大戰二部曲：複製人全面進攻》上映的同時，推出了喜劇電影《單親插班生》。後者成為當年英國電影中首映最亮眼票房的電影之一，最終票房收入超過1.3億美元。
男性雜誌GQ觀察到這種現象通常在假日季節發生，例如2022年的《阿凡達：水之道》和《鞋貓劍客2》，並將夏季比作一場「全勝或全輸的激烈競賽」。同樣在2022年，夏季電影《捍衛戰士：獨行俠》和《開心漢堡店》也進行了同檔競爭。在先前檔期上映的《不可能的任務：致命清算 第一章》的主演演員湯姆·克魯斯則在此期間積極宣傳他的電影，以競爭《奧本海默》的三週IMAX獨佔期，同時利用《Barbie芭比》在非IMAX屏幕播映的電影檔期。
《Barbie芭比》的《奧本海默》的上映日期，與2008年7月18日同日上映的兩部電影有相似之處：一部是同由諾蘭執導的超級英雄電影《黑暗騎士》，由華納兄弟發行；另一部是改編自ABBA歌曲的舞台音樂劇，由環球影業發行的電影《媽媽咪呀！》。
網路用戶注意到兩部電影的對比，並在Twitter上貼出梗圖。在Etsy上，有設計師創作了基於芭本海默現象的商品。早期的設計直接使用電影的標誌並將它們並排，而後期的版本使用了受《Barbie芭比》啟發的「芭本海默」標誌。還有幾個推文提到了洛杉磯帕西菲克帕利塞兹的薛伯特豪宅，這兩座相鄰的房子以其中一座黑色的外觀和另一座粉紅色的外觀而著稱。
兩名達拉斯的視頻編輯賣出了價值14,400美元的芭本海默衫。許多商家也關注了這種現象，華盛頓州奧林匹亞的一家巴恩斯諾貝爾書店在TikTok上展示了「芭本海默起始套裝」，並獲得了3萬個讚。

### 行銷
兩部電影的行銷方式有很大的差異。據估計，《Barbie芭比》的行銷費用約為1.5億美元，而《奧本海默》的行銷費用約為1億美元，《Barbie芭比》的行銷採用了各種身臨其境的合作夥伴關係和相關產品，包括粉紅色的Xbox、Crocs的服裝，以及可通過Airbnb預訂的真實芭比夢幻屋。而《奧本海默》採取了較為低調的方式，通過預告片和線上倒數計時至第78次核爆發生的週年紀念日，來培養觀眾的興趣。
《Barbie芭比》在2023年7月12日在倫敦舉行了首映會，而《奧本海默》採則在翌日舉行了另一場首映會；而在7月14日，演员工会-美国电视和广播艺人联合会（SAG-AFTRA）宣布了罷工行動，有效停止了任何涉及該工會成員的宣傳活動。《Barbie芭比》的主演瑪格·羅比在電影倫敦活動時，接受天空新闻台記者的採訪時表達了對這一行動的支持。儘管《奧本海默》的倫敦首映會提前一小時舉行，但電影的演員們仍在放映期間支持罷工行動而提前離場。
SAG-AFTRA主席法蘭·卓雪後來聲稱電影公司「欺騙」工會，讓工會同意為續約談判延長12天，以繼續宣傳暑期電影。

### 雙片連映
許多好萊塢名人和網路用戶將這兩部電影視為雙片連映。《Den of Geek》上的克里斯·法尼爾在一篇文章中詳細介紹了兩種觀影順序的優點。他認為先看《Barbie芭比》，然後再看《奧本海默》「這會讓你感到沮喪、困惑，並且比以往更加意識到你的生命可能隨時被完全無法控制的力量奪走。」他結論道，觀眾應該按照以下順序觀看：韦斯·安德森的《小行星城》（2023）、《奧本海默》和《Barbie芭比》，這樣觀眾在看完後兩部電影之後，對《小行星城》的結尾信息會有更好的理解。

## 影響

### 票房
根據預測，《Barbie芭比》在首映週末的票房收入預計為9500萬至1.25億美元，而《奧本海默》則預計為4500萬至5000萬美元。在上映前兩週，AMC電影院宣布已有超過20,000名AMC Stubs會員預訂了同一天兩部電影的電影票，並從7月7日至7月10日期間看到購買雙重特映票的人數增加了33%。7月17日，這個數字已經增加到了40,000名會員。據維尤國際表示，近五分之一的《奧本海默》觀眾同時購買了《Barbie芭比》的電影票。
上映後，兩部電影的表現超出了票房預期。在美國和加拿大，《Barbie芭比》在星期四的首映場次獲得了2230萬美元的票房，而《奧本海默》獲得了1050萬美元。這是兩部電影在同一週末首映場次中首次各自突破1000萬美元票房。包括首映場次在內，兩部電影在首日分別獲得7050萬美元和3300萬美元的票房，這使得週末票房預測上調為1.6億美元和7700萬美元。
兩部電影的最終首映週末票房分別達到1.62億美元和8240萬美元。芭本海默被認為促進了對這兩部電影的興趣，並在週末總共賣出了1850萬張電影票（其中《Barbie芭比》佔52%，《奧本海默》佔27%），總計1850萬人觀影。此外，有490萬美元的《奧本海默》票房，來自於原本想觀看《Barbie芭比》因場次售罄而改看的觀眾。IMAX首席執行官理查德·蓋爾方德稱這個週末是一個典範轉移，此指《奧本海默》從740個IMAX銀幕中獲得約3500萬美元的票房。
然而，《奧本海默》的開片票房未能超越《腦筋急轉彎》的9040萬美元，後者以該成績成為影史週末票房最好的該週亞軍電影。芭本海默帶領了在7月21日至23日的週末總票房達3.108億美元，成為歷史上第四大國內週末票房，僅次於《復仇者聯盟：終局之戰》（2019年4月26日至28日，4.02億美元）、《復仇者聯盟3：無限之戰》（2018年4月27日至29日，3.14億美元）和《星際大戰：原力覺醒》（2015年12月18日至20日，3.13億美元）。
| 標題           | 總票房       | 總票房         | 總票房         | 預算         | 參考          |
| 標題           | 美國和加拿大 | 其他地區       | 國際           | 預算         | 參考          |
| -------------- | ------------ | -------------- | -------------- | ------------ | ------------- |
| 《Barbie芭比》 | $620,278,771 | $783,500,000   | $1,403,778,771 | $145,000,000 | [ 66 ] [ 67 ] |
| 《奧本海默》   | $318,639,115 | $594,062,000   | $912,701,115   | $100,000,000 | [ 68 ] [ 69 ] |
| 總計           | $938,917,886 | $1,377,562,000 | $2,316,479,886 | $245,000,000 |               |

### 電影業反應
湯姆·克魯斯在Twitter上發布了一條推文，上面他舉著《Barbie芭比》和《奧本海默》的電影票，並與《不可能的任務：致命清算 第一章》導演克里斯托弗·麦奎里一起稱這兩部電影為雙重特映；在《捍衛戰士：獨行俠》取得成功後，克魯斯一直在經濟上支持院線票房業，史蒂芬·史匹柏則稱克魯斯「挽救了好萊塢」。葛莉塔·葛薇和《Barbie芭比》的主演瑪格·羅比也加入了克魯斯的電影馬拉松，並舉著《奧本海默》的電影票。克魯斯計劃先看《奧本海默》，然後再看《Barbie芭比》。在《AIR》的首映會上，同時身為該電影主演和《奧本海默》主演的麥特·戴蒙對《浮華世界》表示，觀眾可以在一個週末看兩部電影。
在洛杉磯《Barbie芭比》的世界首映會上，葛薇和伊莎·蕾進一步支持了雙重特映的概念，瑞表示「我喜歡這種團結，儘管有些人試圖將我們對立起來，但現在這變成了一個雙重特映的局面」。在接受《先锋报》的採訪時，《奧本海默》主演席尼·墨菲也支持這一現象，並稱：「我的建議是讓人們在同一天看這兩部電影。如果它們都是好電影，那麼這就是電影業的大收穫。」，在《Barbie芭比》的倫敦首映會上，羅比表示她希望讓墨菲簽一件芭本海默的T恤。

### 分析和評論
《经济学人》指出，《Barbie芭比》和《奧本海默》這兩部電影體現了現代電影業的一些怪異之處，《Barbie芭比》是一部IP驅動的電影，預計在開片週末的票房收入將是《奧本海默》的兩倍，而《奧本海默》則是一部獨立電影。該報紙還得出結論，在2022年俄羅斯入侵烏克蘭和中國、朝鮮的核子武器發展引起國際核焦慮的背景下，觀眾比起看《奧本海默》這樣的現實主義戲劇電影，更不願意看《Barbie芭比》這樣的逃避現實的喜劇電影，這讓人想起美國電影歷史上類似的情況。Comscore的高級媒體分析師保羅·德加拉比迪安認為「芭本海默」現象是前所未有的。通常，兩部重要電影的同時發布會相互競爭，但在「芭本海默」的情況下，它們會是「相加和互補」的。他認為這種現象將吸引各個年齡層的觀眾，年長觀眾通過評論文章和收聽廣播來了解《奧本海默》，而《芭比》則會在開片週末吸引大量觀眾，因為它的「恐怕錯過」因素「將是極高的」。
作家亞歷克斯·比靈頓在《FirstShowing》的文章中比較了兩部電影的哲學性，引用了它們中所存在的概念，如存在主義、馬塞爾·普魯斯特，以及兩位主人公如何類似於地穴寓言中所發現的真理。斯拉沃伊·日澤克在《新政治家》中認為，這兩部電影都有主要角色試圖逃離幻想，揭示更深層次的現實，卻發現他們的現實本身是相對於幻想而存在的。
儘管這個網路笑話最初是對這兩部電影看似不同的提及，一些作家指出了重要的相似之處。包括諾蘭和格爾維希都是曾獲奧斯卡金像獎提名的導演，電影擁有大型明星陣容，並且它們都是由夫妻檔製片公司製作。評論家達倫·莫尼在《The Escapist》的文章中也發現了這兩部電影之間的相似之處，指出兩部電影「都涉及想像力與現實之間的關係，以及當想法開始在物質世界中顯現時會發生的事情。在兩種情況下，結果都是基本上可怕的，儘管這些電影得出的結論截然不同。」《華盛頓郵報》的索尼婭·拉奧指出這兩部電影分享了一個共同的觀點：「人性的墮落性」。
在《華盛頓郵報》的另一篇文章中，泰勒·奧斯汀·哈珀寫道，這兩部電影都探討了人類世的理論概念，即人類的影響所定義的地質時代：「儘管它們表面上有所不同，但兩部電影都講述了20世紀的核心理念：加速的軍國主義和無節制的消費，哈珀寫道，「這些理念可能會以塑料和鈾的遺留痕跡在我們脆弱的星球上存留下來。」
美聯社的傑克·科爾對《Barbie芭比》和《奧本海默》的票房收入進行了分析，指出它們的成功可能表明觀眾希望電影更加原創，這是在《閃電俠》和《印第安納瓊斯：命運輪盤》票房失利後，觀眾比起「票房炸弹」還更為嚮往的結果。

### 日本反應
| Nick \| ニック | Twitter的logo，一个风格化的小蓝鸟 |
| @NickFromTokyo | Twitter的logo，一个风格化的小蓝鸟 |

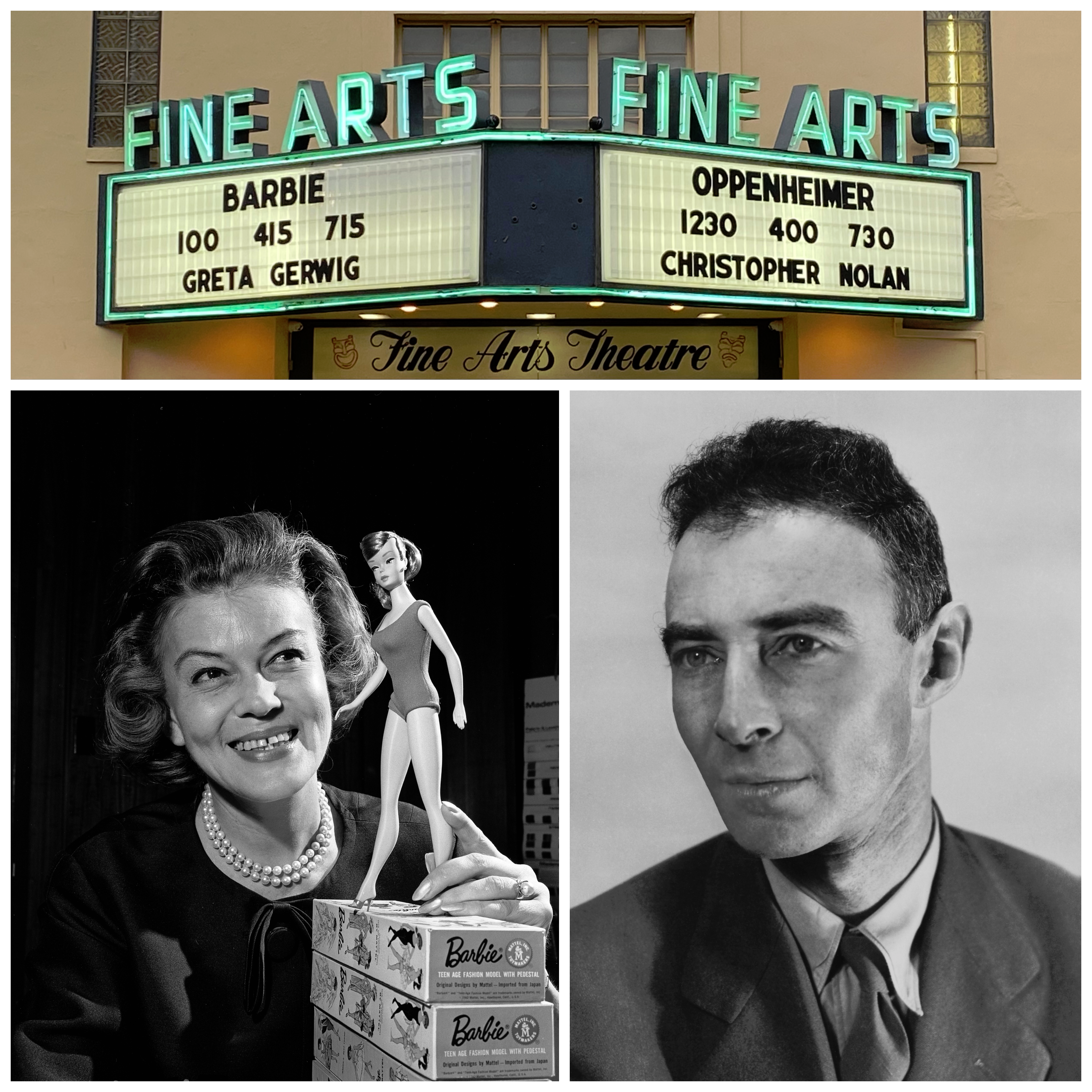
標示放映時間的美國電影院招牌（上）、芭比娃娃與其創作者之一（左）和羅伯特·歐本海默（右）

In an attempt to get Americans to see why Japan finds Barbenheimer offensive, Japanese twitter has taken to making 9/11 jokes - completely misunderstanding that Americans love 9/11 jokes.
日本的推友開起了9/11的玩笑，試圖讓美國人理解為什麼日本人會覺得芭本海默很冒犯──但他們完全不理解美國人很喜歡開9/11的玩笑。
2023年8月1日
芭本海默在日本引起了顯著的負面反應。《Barbie芭比》的官方推特帳戶轉發一張帶有原子彈蘑菇雲的「芭本海默海報」，這一舉動在日本國內引起強烈的蔑視和批評聲浪。日本是世界上唯一遭受過核襲擊的國家，而芭本海默的出現適逢8月6日的原爆紀念日，將這樣的圖像放在輕鬆的背景下則引起輿論批評，同時社群網路上也有人發起抵制芭比海默的主題標籤「#NoBarbenheimer」。
由於日本非常重視原子彈所帶來的破壞和陰影，並認為這些符號不適合用於休閒或喜劇的用途，基於爭議的加劇，華納兄弟日本公司則於7月31日發表了官方聲明，對事件表示深切的遺憾並真誠地道歉。華納兄弟的聲明並未平息輿論風波，日本的社群媒體上開始流傳將《Barbie芭比》的元素糅合九一一襲擊事件相關畫面的合成圖片，被解讀為對這個迷因的反擊。然而，對許多美國的網友而言，此舉並未起效。根據《NME》的報導，九一一事件相關的幽默在美國確實是很常見的玩笑。
《芭比》於2023年8月11日在日本上映，即長崎市原子彈爆炸78週年兩天後。然而，《奧本海默》並未計劃在同一天上映，但後來決定於2024年上映。

### 获奖记录
影奖季前夕，《综艺》和“IndieWire”预测两部电影会成为奥斯卡金像奖的有力竞争者，其中有几个奖项有望共同入围。最终在第96届奥斯卡金像奖上，《奥本海默》以13项提名领跑，《Barbie芭比》获得8项，两部电影共同入围最佳影片、最佳男配角、最佳女配角、最佳改编剧本、最佳服装设计与最佳艺术指导六项大奖。最终《奥本海默》以7项得奖成为大赢家，《Barbie芭比》只拿下一个最佳原创歌曲奖。
至于其他颁奖典礼，两部电影均领跑第81届金球奖提名名单，其中《Barbie芭比》拿下9项，《奥本海默》拿下8项。最终《奥本海默》拿下最佳剧情片、最佳导演、最佳男配角等五项大奖，《Barbie芭比》只拿下电影和票房成就奖及最佳原创歌曲两项大奖。在第29届评论家选择奖上，两部电影也领跑提名名单，其中《Barbie芭比》以18项大奖打破奖项历史纪录，《奥本海默》拿下13项，追平尤格·藍西莫执导的维多利亚时代黑色幽默作品《可怜的东西》。最终《奥本海默》拿下8项大奖，成为当晚最大赢家，包括最佳电影和最佳导演。《Barbie芭比》稳取6项大奖，包括最佳原创剧本和最佳喜剧电影，演员亚美莉卡·费雷拉拿下“#SeeHer”奖。两部作品还领跑第30届美国演员工会奖，分别获得4项提名。

## 外部連結
- 维基词典中的词条「Barbenheimer」